# 오아니촌
오아니촌(大阿仁村)은 아키타현 기타아키타군에 있던 촌이다. 현재의 기타아키타시 남부에 해당한다.

## 역사
보즈미산이 수행의 장소로 개방되었을 때, 보즈미산 일대를 지배하며 오오마면(上小阿仁村沖田面)에 살던 다카쿠라 추장(高倉長者)이라는 족장이 있었다. 다카쿠라 추장은 사카카미타무라마로와 협력하여 나가마네 삼형제라는 에조족을 정복했다고 한다. 그 족장에게는 '다쓰코'라는 외동딸이 있었다. 이 딸의 사위가 아닌이라고 해서 사람들은 그를 '아니덴(阿仁殿)'이라고 불렀다. 그런데 장자는 사위를 맞이한 지 얼마 지나지 않아 아들을 낳았다. 장자는 나중에 재산 다툼이 일어나자 피를 보지 않기 위해 추첨으로 땅을 나눠주기로 했다. 그 결과 사위인 아닌덴은 요네가자와(米内沢), 친아들은 가마가자와(合川町鎌沢)에 살면서 각자의 땅을 다스리게 되었다. 그 후 두 사람은 오지를 개척하여 사위는 '오아닌(大阿仁)으로 불리는 히리쓰나이(比立内) 지역까지, 친자식은 '오아니(小阿仁)으로 불리는 하기카게(萩形)까지를 각각 지배하게 된다.
- 1889년 4월 1일 - 정촌제 시행에 의해 기타아키타군 아라세촌이 성립하였다.
- 1937년 9월 1일 - 오아니촌이 개칭되었다.
- 1955년 4월 1일 - 아니정과 합병해 아니정이 신설해 소멸하였다.